# 天竜電力
天竜電力株式会社（旧字体：天龍󠄂電力株式會社󠄁、てんりゅうでんりょくかぶしきがいしゃ）は、明治末期から大正時代にかけて存在した日本の電力会社である。静岡県西部（遠江地方）にあった事業者の一つ。
かつての磐田郡二俣町、現在の浜松市天竜区にあった会社で、天竜区南部から磐田市・袋井市にかけての地域に電気を供給した。設立は1907年（明治40年）で、翌年天竜川水系の水力発電により開業。1922年（大正11年）に早川電力（後の東京電力）に合併された。

## 沿革

### 明治期
1904年（明治37年）12月、静岡県遠州地方の中心地浜松市にて地元資本の2代目浜松電灯が開業し、火力発電を電源として電気の供給が始まった。その北方に位置する磐田郡二俣町（後の天竜市、現・浜松市天竜区）では、全国的に水力発電が盛んになりつつある中で事業化を目指す動きが起こり、当時の二俣町長小沢義助ほか18名が発起人となって「天竜電力株式会社」が起業された。会社設立は1907年（明治40年）1月15日付。資本金は6万円で、二俣町二俣に本社が置かれた。社長の内山又十（石油・材木商）を含め当初の役員には二俣町内か上阿多古村の人物が名を連ね、ほかに小沢義助が支配人を務めた。
天竜電力ではまず磐田郡上阿多古村大字東藤平（現・天竜区東藤平）にて天竜川支流阿多古川を利用する水力発電所を建設した。川瀬発電所といい、発電所出力は150キロワットであった。開業は1908年（明治41年）9月2日付で、当初は二俣町二俣に限りで供給した。遠江地方では廃業した初代浜松電灯（浜松電灯合資会社）、上記の2代目浜松電灯に続く3番目に開業した電気事業者であり、静岡県全体でも8番目の開業である。同年11月28日には二俣町役場でも点灯した。
1911年（明治44年）、天竜電力では磐田郡中泉町（現・磐田市）に南営業所を開設した。逓信省の資料によると同年末までに中泉町や見付町（現・磐田市）、袋井町（現・袋井市）でも開業している。同年出力60キロワットの中泉発電所（火力発電所、中泉町二之宮所在）が運転を開始した。
経営面では、1911年1月に9万円、1912年（明治45年）1月に15万円の増資をそれぞれ決議し、資本金を30万円とした。また社長は1910年時点で二俣町の杉浦彜作（百三十八銀行常務兼任）が務めていたが、1911年5月の役員改選で千賀千太郎や川北栄夫が取締役に入り、千賀が社長となっている。社長となった千賀は愛知県岡崎市の実業家。川北はシーメンス日本代理店の川北電気企業社の社長で、後述のシーメンス製発電機導入に関連して就任した。同年6月には愛知県知多郡大高町（現・名古屋市）の近藤為義が取締役に加わり、常務に就いた。

### 大正期
大正時代に入って1913年（大正2年）、川瀬発電所の下流、上阿多古村大字西藤平（現・天竜区西藤平）にて落合発電所を建設した。運転開始は1913年12月である。このとき既設川瀬発電所も落合発電所と同型の設備（エッシャーウイス製フランシス水車・シーメンス製発電機）で更新されており、出力は両発電所とも100キロワットとなった。
さらに3番目の水力発電所として、1919年（大正8年）に久原鉱業から峰之沢鉱山の自家用発電所であった瀬尻発電所を譲り受けた。磐田郡龍山村大字瀬尻（現・天竜区龍山町瀬尻）にある天竜川支流不動沢による発電所で、出力は120キロワットであった。1913年5月の運転開始であり、日立製作所製の水車・発電機（同社の創業1号機）が用いられていた。また1919年中に中泉発電所の出力が150キロワットとなっている。1921年6月時点における天竜電力の電源構成は水力発電3か所計320キロワット、火力発電150キロワット、早川電力からの受電200キロワットで、同年3月末時点で計28町村を供給区域として電灯2万4575灯・電動機用電力337.6キロワット（162台）を供給していた。
経営面では1919年7月に70万円の増資を決議しており、最終的に資本金100万円の会社となっている。また1921年4月時点でも千賀千太郎が取締役社長、近藤為義が常務取締役を務めるが、両名とも同年10月取締役を辞任した。

### 早川電力との合併
天竜電力に先駆けて浜松で開業した浜松電灯は、1911年に東京の日英水電へと吸収された。日英水電は翌1912年大井川に小山発電所（出力1,400キロワット）を建設し、遠江地方に広く送電し始める。この日英水電も1920年（大正9年）3月、同じく東京の早川電力に合併された。この早川電力は山梨県を流れる富士川水系の河川早川を開発すべく1918年6月に設立された電力会社である。
191年12月24日、その早川電力では株主総会にて天竜電力ならびに福田電力・東遠電気の合併を決した。天竜電力と同時の合併が決まった2社はどちらも遠江地方を供給区域としていた小規模事業者である。天竜電力に関する合併条件は、天竜電力の資本金100万円（うち58万円払込）に対し早川電力は355万円（うち124万2500円払込）を増資し、天竜電力の50円払込済株式6000株には早川電力の17円50銭払込新株3万6000株、20円払込株式1万4000株には17円50銭払込新株3万5000株を割り当てるというもの。従って合併比率は1対2余りと天竜電力に有利なものとなるが、これは当時の業績の比較に基づく。翌1922年（大正11年）2月25日、逓信省から早川電力と天竜電力・福田電力・東遠電気について合併認可が下り、次いで4月12日早川電力側にて3社に関する合併報告総会が開かれて合併手続きが完了、同日をもって天竜電力は解散した。
日英水電に加えて天竜電力ほか2社を吸収して静岡県西部での勢力を拡大した早川電力は、1924年（大正13年）3月、中京地方を地盤とする大手電力会社東邦電力の傘下に入った。さらに翌1925年（大正14年）3月には同じ東邦電力系列の群馬電力と合併し東京電力に発展、東京進出を積極化するものの、1928年（昭和3年）4月関東地方を地盤とする東京電灯に合併された。これらの結果、旧天竜電力区域も東京電灯に引き継がれている。なお旧天竜電力の発電所も継承されているが、1940年代までに全廃されており現存するものはない。

## 供給区域
早川電力との合併前年、1921年3月末時点での供給区域は以下の2郡28町村であった。
- 磐田郡（4町23村）：
  - 二俣町・光明村・上阿多古村・下阿多古村（現・浜松市天竜区）
  - 中泉町・梅原村・見付町・西貝村・向笠村・御厨村・南御厨村・於保村・天竜村・長野村・十束村・井通村・池田村・富岡村・岩田村・広瀬村・敷地村・野部村（現・磐田市）
  - 袋井町・笠西村・今井村・三川村（現・袋井市）、田原村（現・袋井市・磐田市）
- 周智郡（1村）：
  - 一宮村（現・森町）

## 福田電力について
1912年（明治45年）7月13日、磐田郡福島村福田（現・磐田市福田）に資本金3万5000円で福田電力株式会社が設立された。開業は4年後の1916年（大正5年）5月23日で、天竜電力からの受電（22キロワット）を電源として磐田郡福島村・豊浜村の2村に供給する。
天竜電力では、電力供給先でもある福田電力の株式を1921年3月末時点で350株（1株50円払込・払込総額1万7500円）保有していた。前述の通りこの福田電力も天竜電力と同様1922年4月12日付で早川電力へと合併されている。